# André Senghor
André Senghor (Dakar, 28 gennaio 1986) è un ex calciatore senegalese, di ruolo attaccante.